# Arriën
Arriën (52° 32′ N, 6° 27′ L) é uma vila dos Países Baixos, na província de Overissel. Arriën pertence ao município de Ommen, e está situada a 22 km, a sul de Hoogeveen.
A área de Arriën, que também inclui as partes periféricas da cidade, bem como a zona rural circundante, tem uma população estimada em 330 habitantes.